# 釜石市立鵜住居小学校
釜石市立鵜住居小学校（かまいししりつ うのすまいしょうがっこう）は、岩手県釜石市鵜住居町にある公立（市立）小学校。
釜石市北東部を学区とする。1933年（昭和8年）3月の昭和三陸大津波と2011年（平成23年）3月の東北地方太平洋沖地震（東日本大震災）の2回にわたり津波の被害を受けた。

## 沿革
- 1876年（明治9年）12月 - 両石村両石簡易小学校創立。
- 1879年（明治12年）7月 - 公立鵜住居小学校創立。
- 1884年（明治17年）7月 - 鵜住居小学校校舎建設。
- 1887年（明治20年）5月 - 鵜住居小学校と両石小学校を統合し、鵜住居尋常小学校と改称。
- 1888年（明治21年）12月 - 鵜住居尋常小学校校舎建設移転。
- 1892年（明治25年）8月 - 両石尋常小学校が独立。
- 1896年（明治29年）6月 - 両石尋常小学校校舎が三陸大津波による流出により廃校。鵜住居尋常小学校に統合され、両石分教場となる。
- 1901年（明治34年）4月 - 鵜住居尋常高等小学校と改称。
- 1933年（昭和8年）3月3日[4] - 三陸大津波により、両石分教場校舎が流出する被害が出た。
- 1941年（昭和16年）4月 - 国民学校令により、鵜住居国民学校と改称。
- 1947年（昭和22年）4月 - 学制改革により、鵜住居村立鵜住居小学校と改称。同時に高等科を廃止。
- 1955年（昭和30年）
  - 4月1日 - 昭和の大合併により、釜石市立鵜住居小学校と改称。
  - 11月 - 校歌制定。
- 1969年（昭和44年）
  - 8月 - 特殊学級1学級開級。
  - 11月 - 創立90周年記念式典挙行。
- 1974年（昭和49年）3月 - 本校新校舎移転。同時に両石・室浜両分校廃校。
- 1975年（昭和50年）
  - 6月 - 本校体育館竣工。
  - 10月 - 新校舎落成記念式典挙行。
- 1979年（昭和54年）
  - 7月 - プール新設。
  - 10月 - 創立100周年記念式典挙行。
- 1981年（昭和56年）3月 - 外山分校廃校。
- 1991年（平成3年）2月 - 学校給食本実施。
- 1999年（平成11年）10月 - 創立120周年記念式典挙行。
- 2007年（平成19年）4月 - 釜石市立箱崎小学校を統合。
- 2009年（平成21年）5月 - 創立130周年記念大運動会開催。
- 2010年（平成22年）4月 - 釜石市立白浜小学校を統合。
- 2011年（平成23年）
  - 3月11日 - 午後に発生した東北地方太平洋沖地震（東日本大震災）による津波で校舎が全壊。また、学区の大部分に大きな被害が出た。この日学校を休んだ児童1名と引き渡し済みの児童1名の計2名が死亡、事務職員1名が行方不明となった[5]。
  - 4月 - 釜石市立双葉小学校と釜石市立小佐野小学校の校舎を借用して授業を再開。
- 2012年（平成24年）
  - 2月 - 仮設校舎完成。
  - 3月 - 仮設校舎屋内運動場完成。
- 2015年（平成27年）7月 - 新校舎建設安全祈願祭挙行。
- 2017年（平成29年）4月 - 新校舎落成記念式典挙行。
- 2018年（平成30年）10月 - 第1回「てんでんこマラソン」開催。
- 2019年（令和元年）5月 - 創立140周年記念大運動会開催。

## 児童数
2022年5月1日時点
| 学年 | 1年 | 2年 | 3年 | 4年 | 5年 | 6年 | 特別支援 | 合計 |
| ---- | --- | --- | --- | --- | --- | --- | -------- | ---- |
| 学級 | 1   | 1   | 1   | 1   | 1   | 1   | 2        | 8    |
| 児童 | 18  | 29  | 19  | 26  | 24  | 18  | 6        | 140  |

## 通学区域
- 鵜住居町・片岸町・両石町・箱崎町第1地割 - 第13地割[7][8]

## 進学先中学校
- 釜石市立釜石東中学校[8]

## 東日本大震災
2011年3月11日に発生した東日本大震災の際、校舎内の非常扉が閉まり停電した。防災無線もほとんど聞こえなかったため、津波の襲来に備え、教務主任が児童を校舎3階に一時避難させた。その後、隣接する釜石東中学校の避難状況や消防団などの指示から、一次避難場所である「ございしょの里」（広場）に避難したが、その「ございしょの里」の裏山（崖）が崩れたことや地域住民の助言を受け、さらに二次避難場所の「やまざきデイケアサービス」へ釜石東中学校生徒と一緒に避難した。その結果、この日学校を休んだ児童と、保護者に引き渡された児童の計2名が死亡、事務職員1名が行方不明となったが、この3名以外の児童・職員は助かった。無事だった児童たちは、3月19日までに保護者などに引き渡しが完了した。
震災の経験を踏まえ、当校は釜石東中学校とともに地域防災計画に基づく洪水・土砂災害発生時の緊急避難場所に指定されている。2019年に釜石鵜住居復興スタジアムで行われたラグビーワールドカップ2019では、万が一の災害発生時に観客が避難する場所となる予定であった。

## 学校周辺
- 釜石市立鵜住居幼稚園 - 敷地が隣接。また、進学前幼稚園でもある。
- 釜石市立釜石東中学校 - 敷地が隣接。また、主な進学先中学校でもある。
- 鵜住神社
- 国道45号
  - 岩手県交通「鵜住居」停留所
- 岩手県道146号鵜住居停車場線
- 三陸鉄道リアス線 鵜住居駅
  - 釜石祈りのパーク（鵜住居駅前、釜石市鵜住居地区防災センター跡地）
- 長内川
- 鵜住居郵便局

## 交通
- 三陸鉄道リアス線鵜住居駅から徒歩約585 m・約9分。
- 岩手県交通「浪板線」「赤浜線」で、「鵜住居」停留所下車、徒歩約570 m・約9分。